# Терлецький Михайло Миколайович
Михайло Миколайович Терлецький (нар. 29 жовтня 1941, c. Росохи, Хирівського району, Дрогобицької обл., нині — Старосамбірський район, Львівської області) — український інженер-конструктор електронних приладів і систем з програмним керуванням, дослідник генези роду Драг-Сасів, громадський діяч.

## Життєпис
Дитячі роки провів в с. Боневичі, поблизу Добромиля, де батько протягом 1946—1949 рр. працював мельником водяного млина, а також у бабусі в с. Росохах під час шкільних канікул. Родина переїхала до Львова у 1949 році, коли батько завершив роботу в млині. Середню школу закінчив з відзнакою в 1958 р. у Львові.
З першого разу не поступив на механічний факультет Львівського політехнічного інституту (ЛПІ) — не пройшов за конкурсом (саме того року було відмінено привілей для шкільних медалістів). Майже рік працював токарем у львівському трамвайному депо: починав токарем ІІІ-го розряду, а завершив токарем V-го розряду. Знову подав документи на вступ до ЛПІ і знову на механічний факультет, а після І-го курсу перевівся на радіотехнічний факультет, що потребувало додаткового часу на вивчення тих предметів, які не вивчалися на механічному. Повний курс навчання на радіотехнічному факультеті ЛПІ завершив у лютому 1965 р.
З 1965 до 1982 року працював у ПКТІ Львівського раднаргоспу та в ЕКТІ автопромі у м. Львові на посадах інженера конструктора І-ї категорії, керівника групи, завідуючого сектором відділу автоматики, заступника керівника відділу КВП і автоматики. Далі, з 1982 р. до 1988 р. був переведений в м. Ленінград спочатку на посаду завідуючого сектором Спеціального науково-виробничого об'єднання «Буревісник», а з 1987 р. — на посаду головного конструктора проекту з наступним переведенням у 1988 р. до Львівського конструкторсько-технологічного бюро Фізико-механічного інституту АН України і згодом переведений на посаду головного конструктора НДПІ ПАР і СУ виробничого об'єднання «Львівприлад». Після реорганізації СКТБ ФМІ у Львівський центр Інституту космічних досліджень НАНУ та Національного космічного агентства України з 1996 р. до 2011 р. працював провідним інженером-конструктором у Львівському центрі Інституту космічних досліджень НАН України.

## Родина
Батько — Терлецький Микола Васильович (05.12.1914 р. с. Росохи — 16.12.1969 р. м. Львів); мати — Терлецька (Затварницька) Ганна Іванівна (06.11.1918 р. в с. Росохи — 01.04.1995 р. м. Львів). Дружина — Терлецька (Коблик) Рената Іванівна (18.02.1945 р. м. Борислав), концертмейстер. Син — Богдан (09.09.1969 р.н., м. Львів), службовець; Онук — Роман (01.03.2002 р.н., м. Львів), студент ЛНУ, факультет культури і мистецтва.

## Інженерно-технічні розробки
М. Терлецький працював над створенням електронних приладів і систем з програмним керуванням, призначених для використання в різних галузях промисловості і науки.
Зокрема у галузі сонячно-земної фізики певний час функціонував багатоканальний спектрофотометр «ДИФОС» (диференційний фотометр осциляцій Сонця), у розробці, виготовленні і випробуванні якого брав участь М. Терлецький. Встановлений на супутнику «КОРОНАС-Ф», спектрофотометр «ДИФОС» від липня 2001 р. до грудня 2005 р. успішно використовувався для безперервної реєстрації зміни довжин хвиль сонячного випромінювання під час геліо сейсмологічних спостережень. Для проведення електро-розвідувальних робіт при геофізичних дослідженнях із використанням штучного збудження електромагнітного поля в Землі, а також для прогнозування землетрусів з використанням даних, зібраних впродовж тривалого часу про зміни електромагнітних властивостей земної кори, розробляв і випробовував високо потужний комплекс електрогенератора з контролером, призначеним для управління ним і реєстрації різних компонентів електромагнітного поля на поверхні або в свердловинах землі. Брав участь у розробці бортових приладів українських супутників «Січ-1» і «Січ-М».
За час роботи в науково-дослідних установах Михайло Терлецький отримав авторські свідоцтва на сімнадцять винаходів. Серед них: «десятковий лічильник», «пристрій для порівняння чисел», «програмований регулятор температури» та багатофункціональні пристрої: «пристрій для програмного керування підйомно-транспортними машинами», «пристрій програмного керування автооператором», «пристрій для програмного задання сигналів переміщення об'єкта», «пристрій для позиційного керування приводом переміщення об'єкта» та інші. Він — автор патентів на корисні моделі «Синтактор» і «Вимірювач резистивних параметрів ґрунту», призначених для технічного діагностування корозійного стану підземних металевих споруд. Був співавтором розробки і впровадження «Пристрою для логічної обробки інформації» в агрегатних газоперекачувальних комплексах магістрального газопроводу «Уренгой–Помари–Ужгород».

## Дослідницька діяльність генези роду Драго-Сасів
Дитиною у складні 1950-1960-ті роки Михайло Терлецький часто перебував у Росохах. Гостював у родичів зі шляхетських родин Терлецьких, Затварницьких, Нанівських, Катинських, Яворських, завжди вірних рідному краєві і його традиціям. Саме тут, серед мешканців гніздового шляхетського осідку і зародилося його зацікавлення походженням та становленням гербового шляхетського роду, до якого належали ці родини. Результатом внутрішньої потреби пізнання і багатолітньої праці стало створення і видання ним 18-ти окремих літературних творів на тему гербового роду.

### Праці
- Михайло Терлецький. Трак часу Драго-Сасів. Львів: «Центр Європи». 1998. — 130 с.;
- Михайло Терлецький. Трак часу Драго-Сасів. 2 вид. Львів: «Центр Європи». 2000. — 138 с.;
- Михайло Терлецький. Контури роду Драго-Сасів. Львів: «Центр Європи». 2005. — 172 с.: 47 іл.;
- Michal Terlecki. Szlak dziejowy rodu Sas. Львів: «Центр Європи». 2005. — 194 с.;
- Михайло Терлецький. Чин роду Драго-Сасів. Львів: «Центр Європи». 2007. — 280 с.: 54 іл.;
- Mychajlo Terleckyj. Czyn rodu Drago-Sasow. Львів: «Центр Європи». 2008. — 257 с.: 54 іл.;
- Михайло Терлецький. Драго-Саси на тлі століть. Львів: «Центр Європи». 2008. — 180 с.: 47 іл.;
- Михайло Терлецький. Дві сутності сасівського роду. Львів, «Тріада плюс». 2009. — 184 с.: іл. 18;
- Михайло Терлецький. Протопласти роду Драго-Сасів. Львів, «Тріада плюс». 2011. — 192 с.;
- Михайло Терлецький. Часопростір роду Драго-Сасів. Львів, СПОЛОМ. 2012. — 566 с.
- Михайло Терлецький. Драго-Саси у княжо-королівському покордонні. СПОЛОМ. 2013. — 192с.
- Михайло Терлецький. Становлення роду Драго-Сасів. Ч.1. Львів, СПОЛОМ. 2014. — 176 с.: іл.
- Михайло Терлецький. Становлення роду Драго-Сасів. Ч.2. Львів, «Тріада плюс». 2015. — 168 с.: 39 іл.;
- Михайло Терлецький. Становлення роду Драго-Сасів. Ч.3. Львів, ПАІС. 2016. — 336 с.: 159 іл.;
- Михайло Терлецький. Слідами Драго-Сасів у Львові. Львів, ПАІС. 2017. — 308 с.;
- Михайло Терлецький. Становлення роду Драго-Сасів. Ч.4. Львів, ПАІС. 2018. — 224 с.;
- Михайло Терлецький. Світова міграція Драго-Сасів. Львів, ПАІС. 2019. — 290 с.: 163 іл.;
- Михайло Терлецький. Європейська пам'ять Драго-Сасів. Львів, ПАІС. 2021. — 370 с.: 355 іл.;
- Михайло Терлецький. Призва роду Драго-Сасів. Львів, ПАІС. 2024. — 236 с.: 213 іл.

## Громадська діяльність
Зацікавлення М. Терлецького пам'яттю гербових шляхетських родів спонукала його до ініціювання відновлення діяльності шляхетського товариства у Львові. Разом із однодумцями із середовища уродженців шляхетських родин, тобто представників цих родів, спочатку у 2001 р. було засновано товариство «Український шляхетський Збір» з центром у Львові. Головною метою М. Терлецький, який був заступником голови цього товариства, вважав відновлення історичної пам'яті нащадків шляхетських родів та вихідці з родин малопомісної шляхти.
Згодом, у 2004 р. в м. Трускавці було створено громадську організацію «Українське шляхетське товариство» (УШТ). З травня 2005 р. в ресторані «Сас» в м. Трускавці УШТ проводить щорічні шляхетські зібрання представників галицьких гербових родин з України та з-за кордону, на яких обговорюються історичні проблеми зародження і становлення гербових родів Драго-Сас, Корчак, Абданк та інших, свого часу поширених в Галичині. Протягом 2005—2024 р.р. щорічні зібрання УШТ відкривав і виступав на них з доповідями М. Терлецький, як один із ініціаторів його створення та дослідник генези роду Драго-Сасів. У жовтні 2011 року М. Терлецького було обрано одним із членів редколегії газети «Пульс Ставропігії».